# Bundesliga-Datenbank
Bundesliga-Datenbank hieß die offizielle Datenbank der Fußball-Bundesliga. Sie wurde vom Unternehmen IMP (Innovative Medientechnik und Planung AG) betrieben. Seit der Saison 2006/07 heißt die Datenbank Impire-Datenbank, da die DFL die Rechte an der statistischen Verfassung der Bundesliga-Spiele nicht mehr exklusiv an einen Anbieter vergab.
Nachdem der Privatsender Sat.1 1992 die Free-TV-Rechte an der Fußball-Bundesliga bekam, veranlasste der damalige Sat.1-Sportchef Reinhold Beckmann den Aufbau einer Fußball-Datenbank. Die Datenbank hieß von 1992 bis 2003 ran-Datenbank, benannt nach der Sendung ran – Sat.1 Bundesliga, in welcher die Zusammenfassungen der Spiele der Fußball-Bundesliga gezeigt wurden. Für den Betrieb der Datenbank werden 26 feste und 70 freie Mitarbeiter benötigt. Zu den Kunden zählen neben Fernsehsendern (u. a. ARD, Sport1), Sportzeitschriften, Zeitungen und Internet-Angeboten auch einige Vereine der Fußball-Bundesliga.

## Angebot
- Video-Analyse aller Bundesliga-Spiele seit 1992, Spiele der deutschen A-Nationalmannschaft seit 1994, Spiele der Fußball-Europameisterschaft seit 1996, Champions-League-Spiele seit 1997, Spiele der Fußball-Weltmeisterschaft seit 1998 (2000 Ereignisse pro Spiel),
- Aktuelle Erfassung der DFB-Pokal, 2. Bundesliga, UEFA-Cup und internationale Ligen
- Erfassung der Bundesliga-Historie seit 1963
- Erfassung aller Europacupspiele seit 1955
- Erfassung aller Länderspiele der deutschen A-Nationalmannschaft

## Preise
50 Euro kostet eine kleine Statistik zu einem Spieler, 2000 Euro eine 60-seitige Mappe zu einem Spiel, wie sie Fernsehkommentatoren benötigen. Anschauungsmaterial kann man auf der Homepage der Bundesliga-Datenbank finden.